# 鯨骨

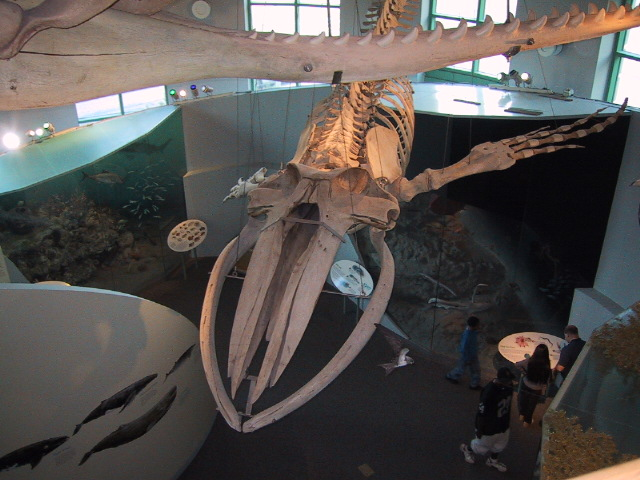
クジラの骨格標本（米国ノースカロライナ州ローリーにある、ノースカロライナ博物館内のアートギャラリー）

鯨骨（げいこつ、くじらほね、くじらぼね、英語: whale bone）は、クジラの骨（硬骨および軟骨）、歯を指す言葉。また、鉱物に置換されて化石化したもの（骨格化石、英語: fossil whale bone）も慣習的に「骨」としてこれを含む。なお、鯨ひげは英語では（1単語で）whaleboneとも呼ばれるが、これは実際には皮膚が変化したものであり、骨でも歯でもないので鯨骨には含まれない。
古来、世界各地の海浜地域で、海産物としてさまざまに利用されてきたことが、遺跡や貝塚から判明している。また、その大きさから比較的保存性が高く、世界中で多数の骨と化石が発掘されている。

## 骨格

### 特徴
全体において陸生の哺乳類と比較すると、泳ぐ上で重要な前肢の指骨や前肢骨から肩甲骨（前鰭）と腰椎から尾椎（尾鰭）は発達しているが、それ以外のさまざまな部位で扁平になっていたり骨の断面形状が単純化されており、部位ごとの個数も少ない傾向にある。陸生哺乳類の骨は重力などによる応力に適応して、負担の多い部分と少ない部分の違いが明確になっているが、鯨の骨は水中生活による浮力により、その必要がないことも骨の扁平や単純化の一端になっている。 
各部においては水中生活で獲得された特徴として、呼吸をするときに随時頭をもたげる必要が無いように、テレスコーピング（旧式の縦長の円筒形の望遠鏡をスライドで収縮させたような状態を指す）と呼ばれる鼻孔の位置が頭蓋骨の頭頂部より後方へ移動する現象が起きている。このことによって頭を動かす必要が無くなり、頸椎は哺乳類の特徴である7個であるが、体長に比して短めになっていて、ほとんど動かすことができなくなっている。頚椎が固定され、短くなることは、腰椎から尾椎にかけての発達により、推進力を尾鰭に集中しているため、頭が振れると効率が悪いので、これらの現象は水中を進む上で都合が良いと考えられている。また、水の抵抗を減らすため、突起物や体表面積を減少させる必要や尾鰭に推進力を集中させることで、後肢（後ろの鰭）の必要性も無くなるとともに、推進力の要となる腰椎に大きな骨盤が接近していては、可動性の向上や重量による負担の軽減という観点からも効率が悪いため、骨盤と後肢の骨が一体となって棒状に小さくなり、なおかつ脊椎から離れたところに痕跡として残っている。

### ハクジラとヒゲクジラの差異
| ハクジラ亜目 - 頭蓋骨は左右非対称である。その一因として鼻孔が中心に無いことが挙げられるが、そのほかの理由はよく判っていない。 - 歯は一生成長し続ける無根歯であり、象牙質が大部分を占めている。また、断面の象牙質の層から年齢が確認できる。全体の特徴は同形歯である（古代種の化石からは異形歯も見つかっている）。 - 左右の下顎骨の前端は縫合している。 - 頸椎は少し動く。種類や年齢により0から7個が融合している。 - 下顎骨の関節頭は後方に向いている。 - 前肢の指骨列は通常5列である。 - 胸骨は数個の胸骨体からなる。 - 胸肋骨は3対以上である。 | ヒゲクジラ亜目 - 頭蓋骨は左右対称である。 - 胎内で初期形成される歯は異形歯と思われる。以降、歯は無くなり、皮膚が発達した「ひげ板」が作られる。 - 下顎骨の前端は靱帯で結ばれているが、これは捕食行動として大きく口を開けることの必要性からである。ヘビなど丸呑みする捕食行動を執るものでは、前端が完全に離れている例が多く存在する。 - 頸椎は通常、動かない。セミクジラ類は7個の頸椎は融合しているが、そのほかのヒゲクジラでは分離している。 - 下顎骨の関節頭は上方に向いている。 - 前肢の指骨列は、セミクジラ類は5本、それ以外のヒゲクジラは通常4列である。 - 胸骨は1個の骨からなる。 - 胸肋骨は1対である。 |

その他のクジラについての生態は、別項目「クジラ」を参照。

## 遺骸としての鯨骨

### 鯨骨生物群集

#### 発見の経緯と学術的考察
鯨骨生物群集とは、死んだクジラが海底に沈んだ時、その遺骸および腐敗の過程で発生する硫化水素を栄養源とする特定の生物が集まり、食物網（食物連鎖）やエネルギー循環を形成した生物群集を指す。1987年、アメリカの深海探査船アルビン号によってサンタ・カタリーナ海盆（Santa Catalina Basin）の水深1,240m地点で発見された「閉じた生物環境」である。日本近海では1992年に、小笠原諸島沖の海底で発見された。
鯨骨生物群集は化学合成生物群集の一つで、海底火山の熱水噴出孔周辺に形成される生物群と同じように、硫化水素還元反応による嫌気性環境のエネルギー循環バイオマスと理解されている。熱水噴出孔に形成されるチムニーとは異なり、チューブワームは少なく、ヒラノマクラなどの二枚貝やエビ類が多く見られ、コトクラゲ（Lyrocteis imperatoris）のように鯨骨に集まる生物を捕食するものもある。化学合成細菌が共生するゴカイの一種や、通常は清浄な水域に棲むナメクジウオの新種（ゲイコツナメクジウオ Asymmetron inferum）など、さまざまな新種の生物が発見されている。

#### 発生の過程と生物群の詳細
人間が利用する鯨骨は基本的に捕鯨や座礁したクジラを解体して得られるものであるが、遺骸としての鯨骨は、クジラの自然死の後に海底へ沈み、ヌタウナギや一部のサメ類（オンデンザメ〈en〉、等）や、ダンゴムシやフナムシに類縁の海棲種であるオオグソクムシなどの等脚類、タラバガニに近縁のエゾイバラガニやタカアシガニなどといったカニ類、等々の深海の死肉漁り（腐肉食動物およびデトリタス食動物〈en〉）によって食べられ、生物分解されることによって生じる。群がる生物は時間とともに変化する。死肉漁りにあらかた肉を食べられた後にはチューブワームに近縁のホネクイハナムシ（俗称：ゾンビワーム）が群がり、鯨骨が硫化水素を放つようになると鯨骨生物群集が生じる。やがては硫化水素を放ちながら鯨骨は徐々に朽ちていく、最後には礁（しょう、かくれいわ。wikt:en）になり深海生物の絶好の棲み処となる。

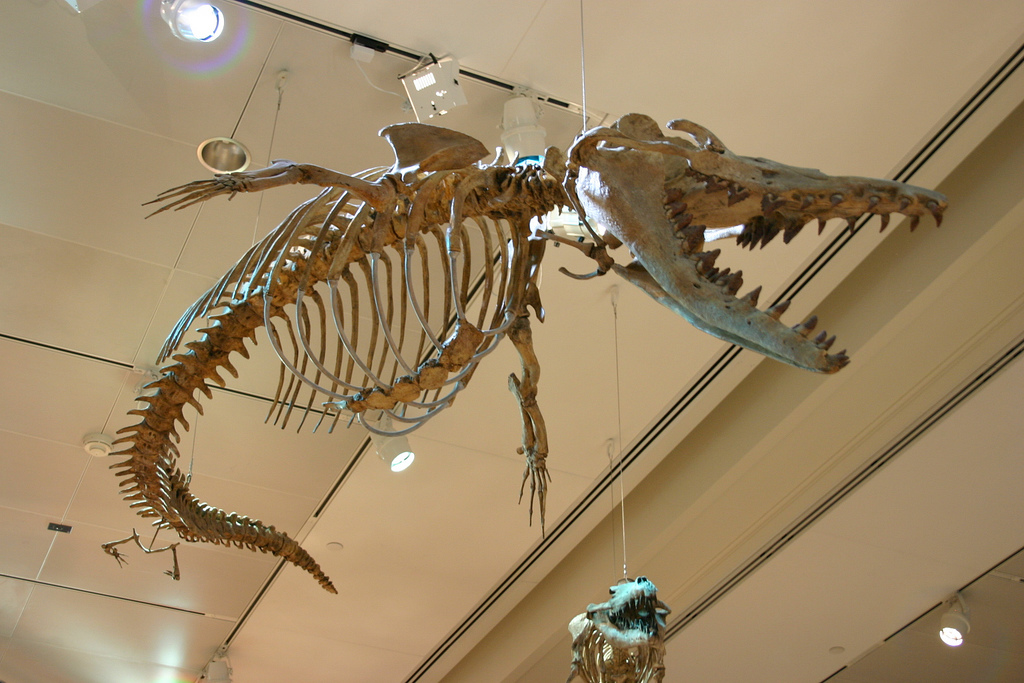
ドルドンの骨格標本。比較的に現存種より、後ろ足の形状が保たれている

その他の詳細は、別項目「鯨骨生物群集」を参照。

### 古代種の化石
クジラの進化系統は、現鯨類（現生するハクジラ亜目とヒゲクジラ亜目、および、両者が共通祖先を含む系統的類縁の化石種群）と、現鯨類より原始的な化石種群である原クジラ亜目とで構成されている。鯨骨（クジラの化石の骨格）における古代種（ムカシクジラ）の定義の条件は、偶蹄目の骨格の特徴を持つことや、内耳骨が骨伝導を基本とした構造になっていることなどが挙げられる。
その他の詳細は、別項目「原クジラ亜目」を参照。

## 鯨骨の利用

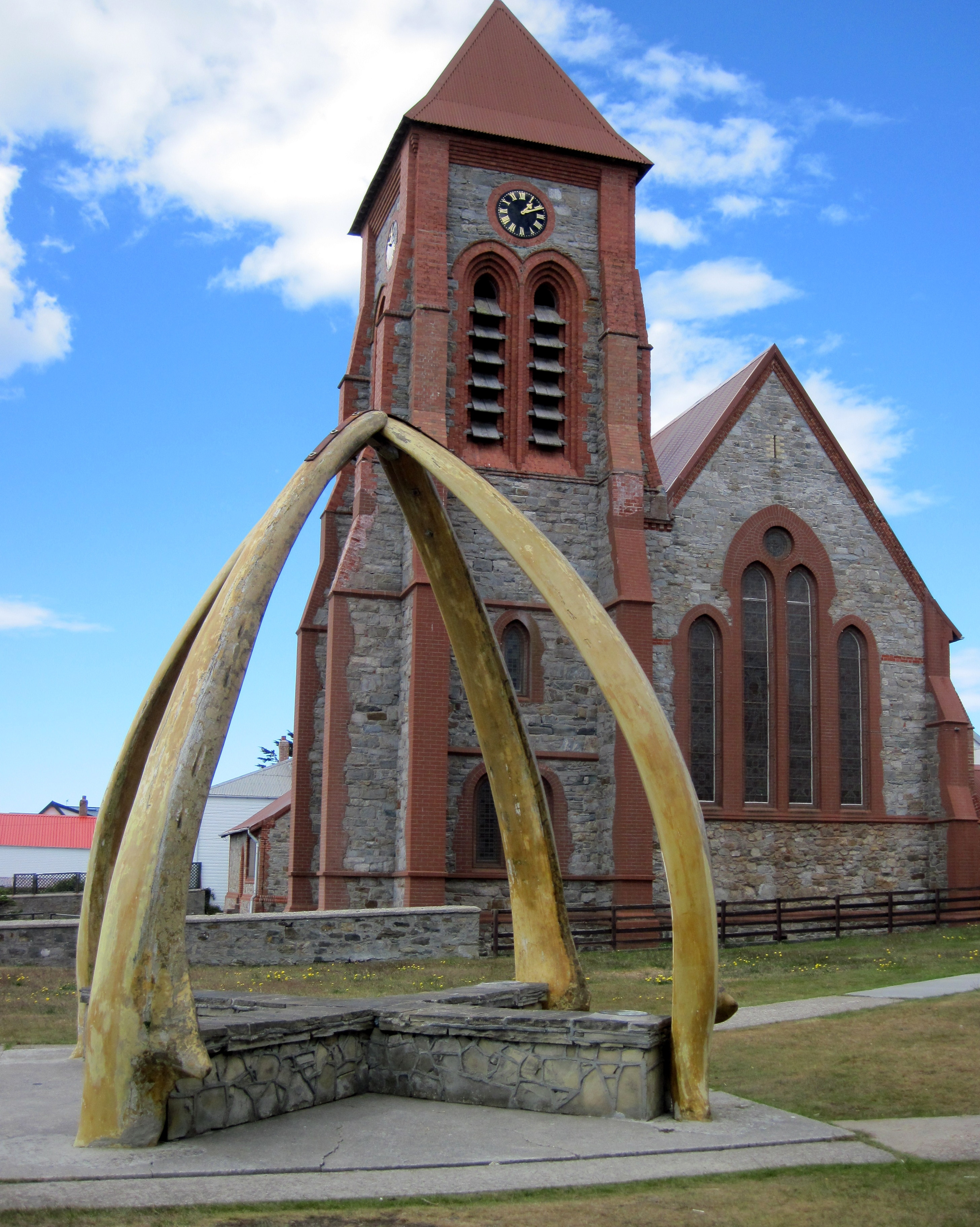
教会とクジラの骨のアーチ

欧米では中世から近代において捕鯨を行ってきたが、その利用は油の採取が主であり、鯨骨の利用はほとんどされていなかった。しかし、日本を始め海洋性の東南アジアおよびポリネシアの人々や北極圏に近い北米先住民は、余す所なく鯨を利用してきたため、鯨骨も多岐に利用してきた歴史と文化がある。

### 道具・資源

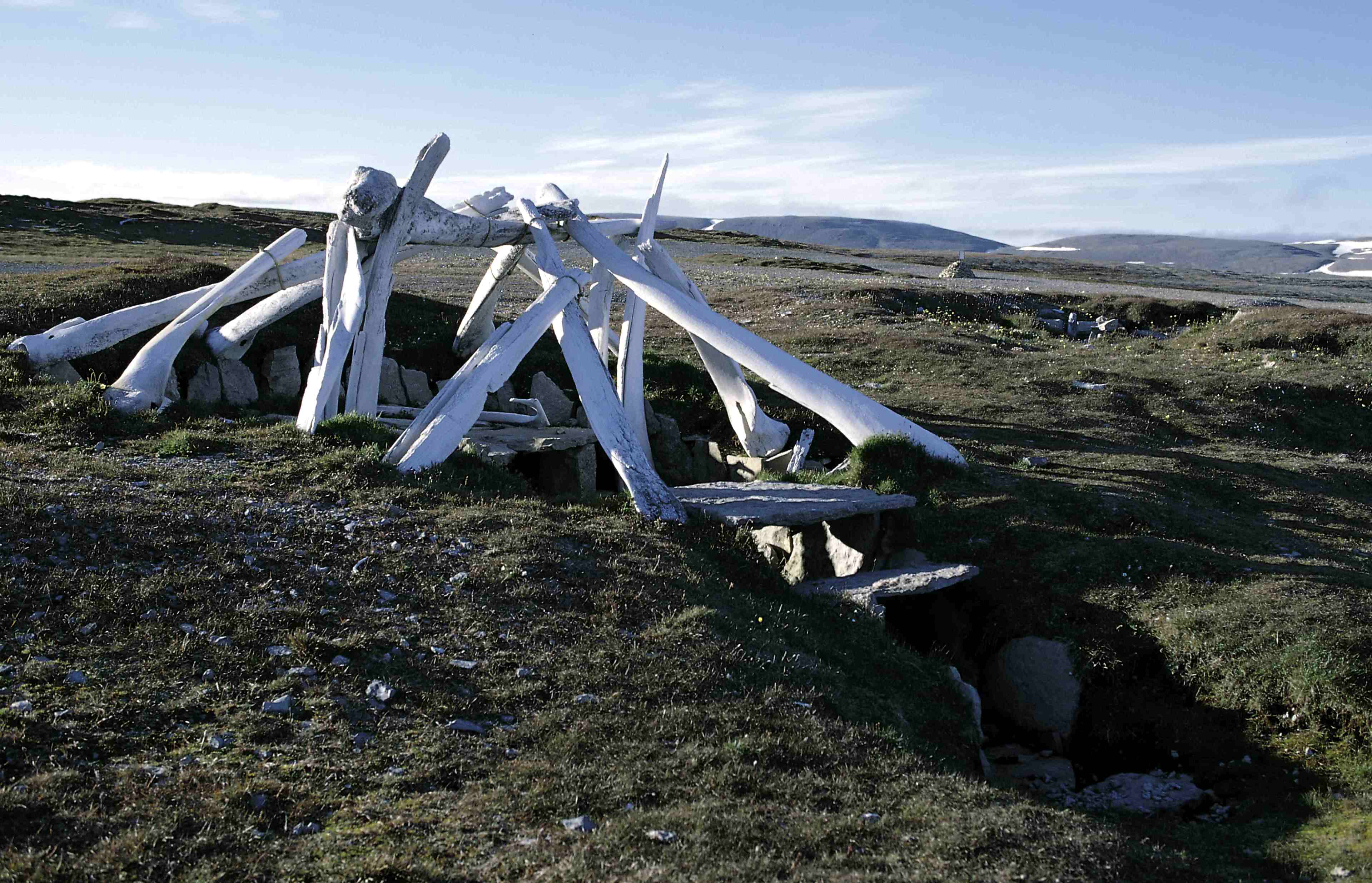
クジラの骨でできたイグルー（カナダ北部のヌナブト準州にあるコーンウォリス島の町レゾリュート近郊）

道具
日本では縄文時代から小型のハクジラを中心に積極的捕鯨が行われており、捕獲の経緯は諸説あるが大型のクジラ類の骨も出土している。これらの骨は加工され、さまざまな形で利用されており、簎（やす〈wikt:en〉。矠とも表記）や銛（もり）、「アワビオコシ」（貝を剥ぎ取る箆〈へら〉）などの漁具から紡錘車や脊椎を利用した（形状や丈夫さが適していた）回転台などの生活用具まで多岐にわたる。
資源
その後、11世紀頃を皮切りに、世界中で大型のクジラに対して積極的捕鯨が行われ、鯨骨の利用がされるようになった。日本での主な利用としては、大量の脂肪分を含んでいるので、抽出できる油から灯火用の燃料や農薬として利用されてきた。また、搾った残り滓の鯨骨は細かく粉砕して肥料とした。

建築資材
カナダやアメリカなどに暮らすイヌイット（厳密にはユピックとイヌピアットと呼ばれる人々の総称。包括的呼称であるエスキモーの代表的民族）はイグルーと呼ばれる家に住むが、夏用のアザラシやセイウチの革を利用したテントと、冬用の半地下または組石造の外壁で作られ、屋根には板や革を張ってその上に土・芝土・苔などで覆い、寒さ対策の前室を供えた住居がある。木などの植物が育たない地域で暮らしているので、これらの住居の骨組みとして、柱や梁に流木や「鯨の骨」が利用されている。ちなみに、「イグルー」という名称で馴染み深い、圧雪をブロック状に切り出し積み上げた丸いドームの家は、カナダのイヌイットだけが作る狩猟の旅先での仮の住居である。
その他のクジラに関する産業は、別項目「捕鯨」「鯨肉」「鯨ひげ」「鯨油」を参照。

### 文化
先史時代から世界各地の海浜地域で、鯨の骨やその他の動物の骨や角は、生活の道具や狩猟具・漁具として利用されてきたが、世界の貝塚の歴史からも時代とともに、鯨類などの海産物を生活の糧にする傾向が薄れていることが判っており、その後の狩猟から農耕への移行や、金属器などの発達も骨角器（骨や角の道具）の利用の減少の原因となっている。
これらのことにより、日本や一部の北極圏の少数民族、そのほかの東南アジアや南洋諸島の原住民以外では、鯨骨との係わりは11世紀から始まる組織捕鯨まで途絶える。
しかし日本は、農耕の伝播が遅かったことと、海に囲まれているという地理的特性もあって、小型種（主にイルカ）に対しては能動的な捕鯨が太古から続けられ、大型種に対しては突発的な受動的捕鯨や追い込み漁による座礁捕獲が行われてきた。そして、日本人の価値観や宗教観から鯨文化（鯨信仰）および捕鯨文化と呼ばれる食文化、鯨絵巻などの芸術に鯨踊り、鯨唄などの芸能、鯨漁神事や鯨供養祭などの祭礼が誕生し、そのなかで鯨骨は様々なかたちで利用されている。
下記記述以外の鯨食文化は、別項目「鯨肉」を参照。下記記述以外のクジラや捕鯨に関する文化および「鯨ベッコウ細工」については、「捕鯨文化」を参照のこと。

#### 鯨骨料理
クジラの骨は食用には向かないが、軟骨は食用になる。現在でも鯨料理として出される物として、蕪骨（かぶらぼね）と呼ばれる鯨の頭の軟骨部分があり、魚のそれと同じく俗称で「氷頭（ひず）」とも呼ばれ氷頭なますの材料となるほか、薄く切って粕漬けにした松浦漬は佐賀県の郷土料理として知られる。古くは1674年（延宝2年）の『江戸料理集』の中で紹介されており、そのほかにも、1748年（寛延元年）の『歌仙の組糸』や1762年（宝暦12年）の『献立筌』などに蕪骨を用いた料理の記述が存在し、細く削って乾燥した粕漬けや酒漬け、塩蔵など加工した物を三杯酢や刺身、汁物にしたものなど、加工法も調理法も多岐にわたる。
『鯨肉調味方』によれば、その他の部位の軟骨と思われる名称と調理方法が記載されている。以下はその料理と食材となる骨の種類と名称である。
- 刺身 - 蕪骨、扇骨、要骨、坊主皮骨、筒路骨、咽輪骨、数珠骨、障子骨。
- 酢ぬた和え - 腮骨。
- 辛し和え - 腮骨。
- 玉子とじ - 蕪骨、扇骨、坊主皮骨、筒路骨。
- 吸い物 - 蕪骨、扇骨、坊主皮骨、筒路骨。
- 味噌漬け - 蕪骨、扇骨、坊主皮骨、筒路骨。
- 粕漬け - 蕪骨、扇骨、坊主皮骨、筒路骨。

#### 鯨細工

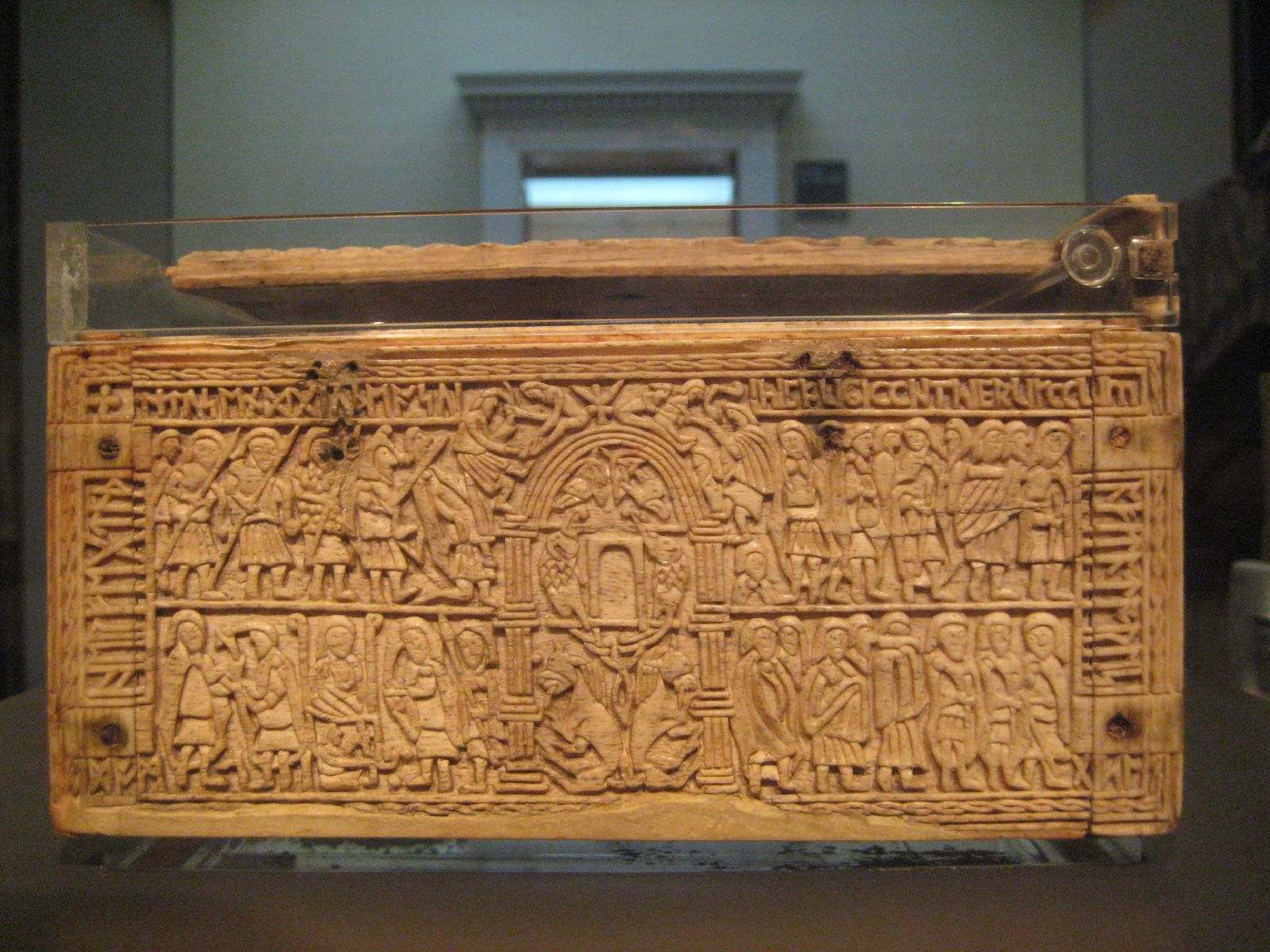
フランクス・カスケット（裏面）
1世紀に起こったユダヤ戦争の様子が浮き彫りにされている。イギリス、大英博物館所蔵。

鯨細工（クジラ工芸品）とは、鯨骨のみならずハクジラの歯も加工した工芸品とその技術を指す。
鯨骨刀剣
縄文時代から生活必需品として鯨骨の利用があったが、装飾品と見られる鯨骨製の刀剣が日本各地の遺跡から見つかっている。青森県青森市の三内丸山遺跡（約5,500- 約4,000年前〈紀元前3千年紀前後〉、縄文時代中期）では「クジラの骨刀」、長崎県壱岐市の原ノ辻遺跡（約2,200年前〈紀元前3世紀〉）から「鯨骨製骨剣」、延宝4年（1676年）建立された青森県上北郡七戸町見町の見町観音堂には「鯨骨製青竜刀形骨」などがあり、形状も時代もさまざまである。このような技術が継続的に伝承されたかは定かでないが、江戸時代からの組織捕鯨の産業化に伴い、鯨細工という工芸品が巷に流通し、産業となった。
日本の鯨細工の用途

- 装飾品、装身具・アクセサリー
- 印鑑
- 琴
- 根付
- 麻雀牌

世界各地の鯨細工
カナダやアメリカの先住民であり、北極圏に住むイヌイットは古くから捕鯨を生活の糧としてきた。鯨の骨も狩猟具として加工してきた歴史があり、近年においては海獣類や鯨の骨や歯を利用した工芸品を作成していて、その芸術性が高く評価されている。また、数少ない現金収入の手段ともなっているが、原材料の骨や歯は捕獲禁止がなされた種もあり、材料の入手が困難になっているものもある。
フランクス・カスケット

ニュージーランドのマオリ族も伝承によれば、約500年前にはすでに座礁した鯨の利用がされており、日本などと同様に食料や油の利用から、鯨の骨を狩猟具として加工してきた歴史があり、現在も残滓としての骨や歯を工芸品として加工し、販売している。ただし、ニュージーランド政府は捕鯨反対の立場から座礁鯨の利用を認めておらず、イヌイット同様に材料の入手が困難になっている。
フランクス・カスケット（Franks Casket）は、「Auzon Runic Casket (オーゾンのルーンの小箱)」「Auzon Casket (オーゾンの小箱)」「Auzon Franks Casket (オーゾンのフランクの小箱)」「フランクの小さな棺」などといった雅称でも呼ばれる、ルーン文字の記されたドイツの北東部で発掘された7世紀の古代の遺物である。不明な部分の多いルーン文字の体系の研究資料であり、鯨の骨でできており、精巧な装飾も施されている。

#### 鯨骨と寺社

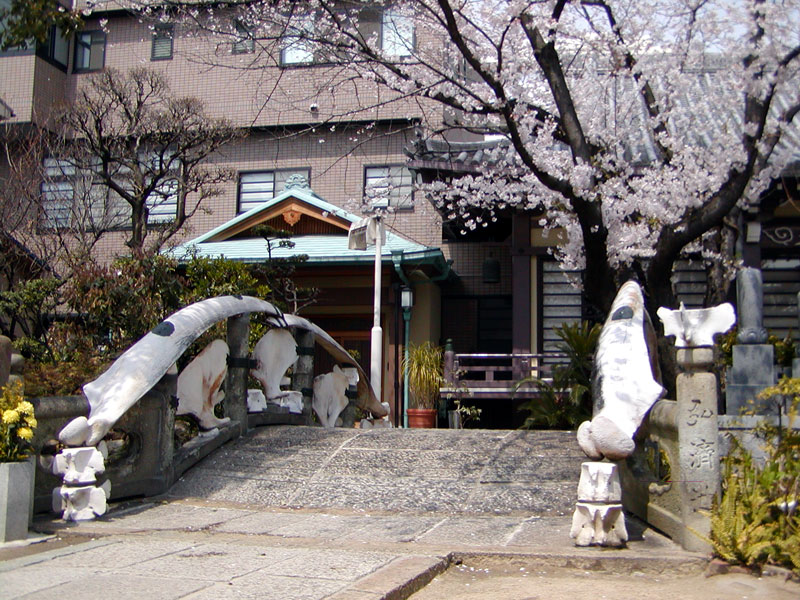
雪鯨橋

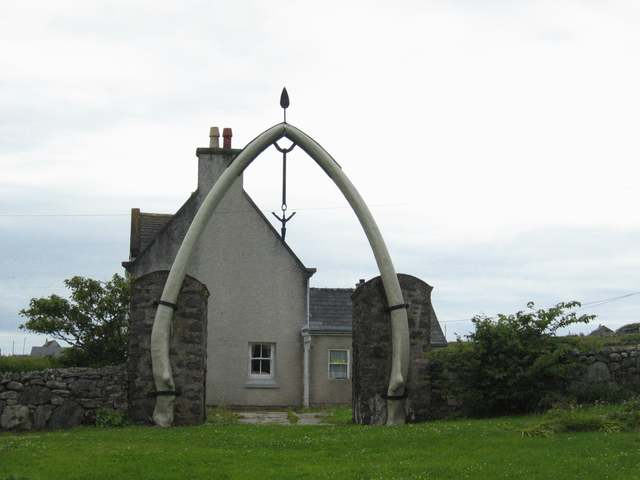
ブレガーのジョンバプテスト礼拝堂と鯨骨のアーチ門

鯨の供養や祀りために遺骸や神体として鯨骨を埋めることは、「鯨塚」や「鯨墓」などに代表され日本各地で見られるが、ここでは鯨骨自体が一種のモニュメントを兼ねている寺や神社などを記述する。宗教的な意味合いはないが、クジラの生息域である南北極圏に近い、キリスト教の教会にも門の装飾やモニュメントとして鯨の骨が、飾られている事例がある。

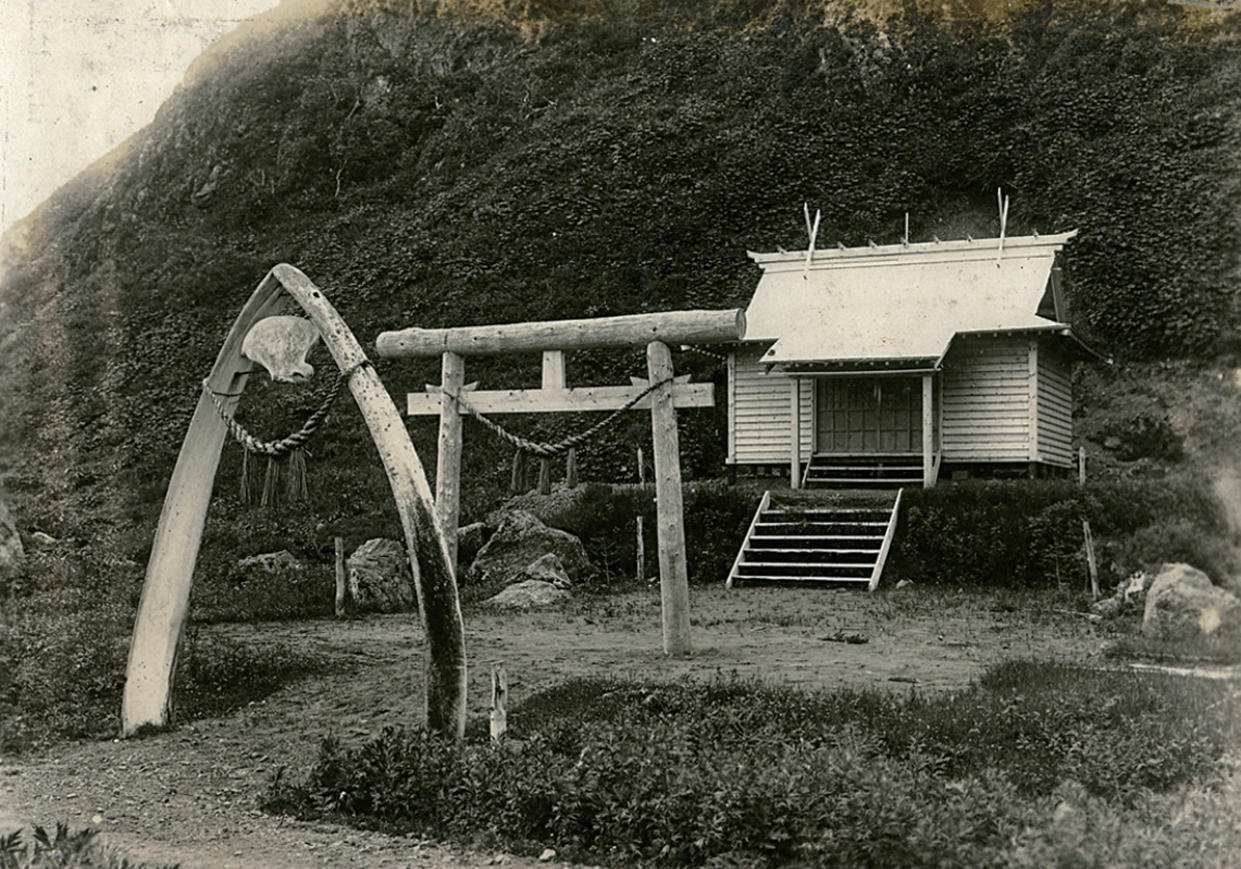
戦前の色丹神社

神社
鯨鳥居
鯨鳥居とは神社の鳥居が鯨の骨でできている鳥居である。日本で最古のものは、和歌山県太地町の「恵比須の宮」の鳥居である。このことは井原西鶴の『日本永代蔵』（1688年（貞享5年）刊行）に「紀路大湊 泰地といふ里の 妻子のうたへり 此所は繁昌にして 若松村立ける中に 鯨恵比須の宮をいはひ 鳥井に 其魚の胴骨立しに 高さ三丈ばかりも 有ぬべし」と記述があり、1688年以前から存在していたことが判る。ほかには、長崎県有川町の海童神社に鯨鳥居があり、1973年（昭和48年）に沿岸捕鯨を行っていた日東捕鯨株式会社によって奉納されたが、記録によれば現在の鳥居は三代目であり、それ以前はどのような材料で鳥居が作られていたか判明していない。これらが現在、日本にある鯨鳥居の全てであるが、当時日本統治下の台湾の最南端の鵞鑾鼻にあった鵞鑾鼻神社、または、樺太にあった札塔恵比寿神社、北方領土の色丹島の色丹神社の3ヶ所に鯨鳥居があった。以上の5ヶ所はそれぞれに、捕鯨に直接的、または、捕鯨基地などの間接的に係わる場所である。
鯨絵馬
愛媛県川之江市の川之江八幡神社にあり、川之江市で1864年1月（文久3年12月（）に体長7mと11mの2頭のコククジラが捕獲された。その捕らえたクジラの肩甲骨に「鯨」と大きく筆で記した鯨骨絵馬が奉納されている。
寺院
鯨橋

大阪市東淀川区瑞光の天然山瑞光寺にあり、「雪鯨橋」（俗称：鯨橋）という欄干が鯨の骨で作られた橋がある。1765年（宝暦6年）に建造されたもので、現在まで欄干は6度架け替えられている。詳しくは「雪鯨橋」を参照のこと。
鯨卒塔婆
新潟県佐渡市両津大字片野尾にある。ここには1860年（万延元年）に流れ着いたナガスクジラを供養した「海王妙應信女 鯨戒名 村中」という一文が地蔵院の過去帳に記されており、戒名からメスの鯨と思われる。また、その鯨の骨そのものでできていて高さ4mにもなる。2003年（平成15年）にはゴンドウクジラが流れ着き、その骨を近隣の児童がここに埋葬した。
教会

フォークランド諸島にある世界最南端のキリスト教会大聖堂には、1933年に2頭のシロナガスクジラの骨で作られたアーチのモニュメントがあり、捕鯨基地に近いことからこのようなものが作られ、フォークランド諸島ポンド紙幣の裏面に掲載されている。スコットランドのルイス島の西側にあるブレガーという村のジョンバプテスト礼拝堂の入り口の門には、付近で座礁したシロナガスクジラの顎の骨が左右対称に飾られている。

#### 書籍
鯨骨に係わる歴史的書物や文献。
- 『勇魚取絵詞』跋（おくがき）、小山田與清　
1829年（文政12年）。生月島の捕鯨産業を綴った図説であるが、「鯨肉調味方」という鯨肉の調理方法を解説した本が付録としてある。勇魚取絵詞は上下巻からなり、下巻の4には背美鯨骨組並名目 、5と6には身体各部分の図、7には背美鯨骨図 、8には骨各部分の図として詳しくセミクジラの骨格を図説により紹介している。

#### 鯨骨の学術的施設

##### 日本
鯨の骨格標本を展示している主な施設
大阪市立自然史博物館（大阪府大阪市東住吉区）
日本国内産としては最大の全長19メートルの雄のナガスクジラの骨格標本を展示している。
国立科学博物館（東京都台東区）
マッコウクジラ、ミンククジラほか。ミンククジラの顎の骨の可動する様子を再現した展示もある。
太地町立くじらの博物館（和歌山県東牟婁郡太地町）
シロナガスクジラ、イチョウハクジラ、セミクジラほか。クジラの標本が数多く展示されている。
鯨と海の科学館（岩手県下閉伊郡山田町）
マッコウクジラ、ミンククジラ、全長16メートルの巨大な雄のマッコウクジラの骨格標本を展示。
千葉県立中央博物館（千葉県千葉市中央区 ）
ツチクジラ、コビレゴンドウ、マダライルカ、スナメリほか。ハクジラとヒゲクジラの両方の骨格標本が展示されており、双方の差異が良く分かるようになっている。
鯨骨生物群集の生態展示をしている施設
新江ノ島水族館（神奈川県藤沢市）
マッコウクジラの背骨とそれにつく生物の展示。

##### 日本以外
ノースカロライナ博物館
アメリカ合衆国ノースカロライナ州ローリー。本項最上段、右の画像を参照。